# 潘岳
潘岳（247年—300年），字安仁，後世稱之為潘安，滎陽郡中牟人:2，西晉官員、文學家。潘岳曾出任地方縣令，官拜散騎侍郎、黃門侍郎，最後在八王之亂中為仇家孫秀所殺，族誅。潘岳文采風流，代表作有為妻子楊氏所作的《悼亡詩》、《秋興賦》與《閑居賦》等，在東晉南朝時甚有令譽。潘岳相貌英俊，後人遂以「貌比潘安」形容俊美男子。

## 生平
潘岳自少聰明而富有文才，為同鄉視為神童。父親任職瑯琊內史時，潘岳曾鞭撻小吏孫秀，為日後種下禍根。266年（泰始二年），潘岳為司空府徵召，作為秀才受舉薦到中央，因相貌英俊而為洛陽女子所追捧:8-10。據云潘岳每次坐車上街，婦女都把花果丟給他，可以滿載花果而歸:308。潘岳稍後為父親守喪，272年（泰始八年）賈充出任司空，潘岳受賈充徵召為司空椽:11-12，四年後賈充出任太尉，潘岳服事於太尉府。278年（咸寧四年），潘岳擔任太尉掾兼虎賁中郎將，不久因為時人所嫉妒，辭官棲隱於天陵山（在洛陽與鞏縣之間）:14-15，此處亦為其父潘芘安度餘生之地:204。285年（太康六年）潘岳再出仕，擔任河陽縣令，約3年後轉任懷縣縣令:17-18。在兩地潘岳都有顯著政績:209，據云他在河陽縣叫百姓都種花，使一縣滿佈花朵:309。289年（太康十年）潘岳調遷尚書度支郎，再遷廷尉評，不久因公務而免官。翌年晉惠帝即位，太傅楊駿輔政，潘岳獲任用為楊駿的主簿。291年（元康元年）楊駿被賈后所誅殺，潘岳被牽連獲死罪，得到舊友公孫宏所救，免去一死，廢為庶民:19-21。
潘岳自此依附和媚諂外戚賈謐，為其「二十四友」之一員。潘岳母親不滿他態度輕薄，加以責備，但潘岳行徑並無改變。292年（元康二年）潘岳出任長安令:22-23。296年（元康六年），潘岳調職博士，尚未到職，因母親患病而辭官。其時曾出席友人石崇在金谷園別墅的盛宴，賦詩盡興。翌年潘岳出任著作郎，後調遷散騎侍郎:25-27。298年（元康八年）妻子楊氏逝世，潘岳服喪辭官。翌年潘岳擔任黃門侍郎，同年再婚:28-30。賈后設計陷害太子司馬遹，潘岳為她草擬文章，文中有謀反之意，讓已醉的司馬遹抄寫，加以誣陷，結果司馬遹太子之位被廢，翌年被殺。趙王司馬倫自稱為太子報仇，廢賈后和誅殺賈謐等人。潘岳身為賈謐黨羽，受免職處分:32-33。當時司馬倫親信孫秀出任中書令，與潘岳有宿怨舊仇，曾對潘岳說舊事「中心藏之，何日忘之」。當時石崇亦得罪孫秀，乃聯合潘岳遊說淮南王司馬允起兵討伐司馬倫，計劃被孫秀識破（一說孫秀誣陷潘岳、石崇二人謀反:309），潘岳和石崇都被殺，族誅。潘岳享年五十四歲，卒後葬於父親潘芘在鞏縣西南的墳墓處，作品編為《潘岳集》10卷:34-35。

## 家庭
潘岳祖父是安平太守潘謹，父親是瑯琊內史潘芘，母親是王烈的姐妹王氏。潘岳兄長潘釋，弟弟為潘豹、潘據、潘詵，另有從弟（一說從子）潘尼:2-3。潘岳被誅時，四兄弟受牽連亦被殺。潘岳十二歲時與父親潘芘好友楊肇一家訂婚，約於275年（咸寧元年）廿九歲時與楊氏成婚:34、6、13。298年（元康八年）楊氏逝世，翌年潘岳再婚:28、30。

## 文學

### 詩歌
潘岳《悼亡詩》三首為其妻子楊氏而作，是中國早期悼亡詩的代表作，遵循比興的傳統，抒寫因物起興，睹物思情，寄託哀思:1-2、9。《悼亡詩》其一寫妻子埋葬於九泉之下，永遠在幽暗中與詩人隔絕；詩人願意留在墳墓附近以示哀悼，卻必須回京做官，「如彼翰林鳥，雙棲一朝隻」，夫妻原本如一對鳥雙宿雙飛，此時忽然只有一隻剩下:310、312。《悼亡詩》其二寫涼風蕭瑟，愛妻已離他而去，使人感到無盡淒涼與孤獨。閨中物是人非，詩人睹物思人，「長簟竟床空，床空委清塵」，切膚之哀揮之不去:3。《悼亡詩》其三以歲月流逝，四季輪替起興，以「淒淒朝露凝，烈烈夕風厲」襯託其心境，想起亡妻音容，使詩人不忍在墳前訣別。吳伏生認為《悼亡詩》三首「令人為之泣下」:4、10，葉嘉瑩則批評《悼亡詩》並不感人:310。《河陽縣作》兩首表達要有實際政績的志向:200，並抒發對出任地方官的不滿及思鄉之情，《在懷縣作》兩首嘆息和自嘲無能:18-19，兼寫思念京師之情:201。

### 辭賦
潘岳《秋興賦》作於三十二歲時，詩人回顧平生未能有作為，甚為感慨:201-202，「臨川感流以歎逝兮，登山懷遠而悼近」，兩句分別運用《論語》孔子川上之歎與《晏子春秋》齊公牛山之涕的典故。《秋興賦》後半段抒寫深秋，悲戚的蟬鳴，南飛的燕聲，聞其聲音，陽光亦為之變色；然後慨嘆自己仕途不達，有嫉妒貴戚子弟之意，最後以莊子逍遙放曠的思想作結:206-208。《閑居賦》是潘岳自長安縣歸來，於洛陽建造住宅時之作，表示不再指望在仕途上有所發展，只想克盡孝思奉養母親，了解「止足之分」；賦文描述在洛陽郊外為母親所置的別墅「池沼足奚以漁釣，舂稅足以代耕」，有池塘可以釣魚，有水碓舂穀可以代耕:211-212，賦文也表達了仕宦不達的抑鬱心情:25。《寡婦賦》痛惜好友任子咸早逝，描述寡婦與葬禮結束，撫今追昔，句子多用《詩經》《楚辭》的典故:203-204。

## 評價
葛洪讚揚潘岳的文采遠勝陸機、陸雲。王隱《晉書》讚許潘岳的哀誄「古今莫比」，傅亮認為潘岳的詩文「清綺絕倫」:36。鍾嶸在《詩品》列潘岳為上品詩人，以為其詩源於王粲，形容潘岳詩歌浮華輕快:198-199。《文心雕龍》稱潘岳的哀悼作品「義直而文婉，體舊而趣新」，房玄齡《晉書》讚揚潘岳文辭華麗，又批評其人格卑劣，趨炎附勢:37、35。潘岳以相貌英俊見稱，後人以「貌比潘安」形容男子俊美:308。